# Iffwil
Iffwil är en ort och kommun i distriktet Bern-Mittelland i kantonen Bern, Schweiz. Kommunen har 445 invånare (2023).